# مدن في إقليم كردستان

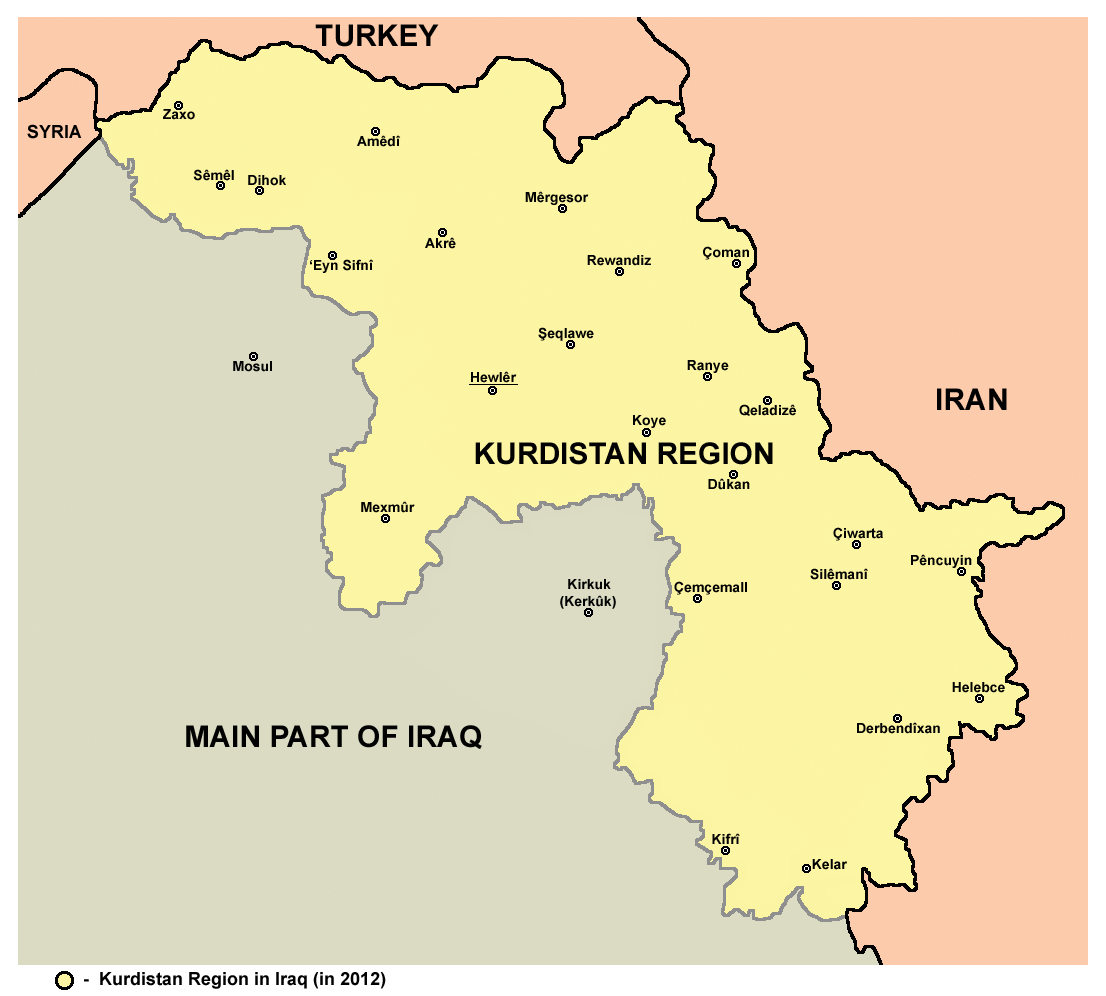
حدود إقليم كوردستان عام 2012 حسب موقع مكتب إحصاء إقليم كوردستان والمدن والبلدات الرئيسية في الإقليم.

هذه قائمة بالمدن في إقليم كوردستان في العراق والتي يعتبرها البعض شمال العراق ويعتبرها الكُرد مدن جنوب كردستان الكبرى .

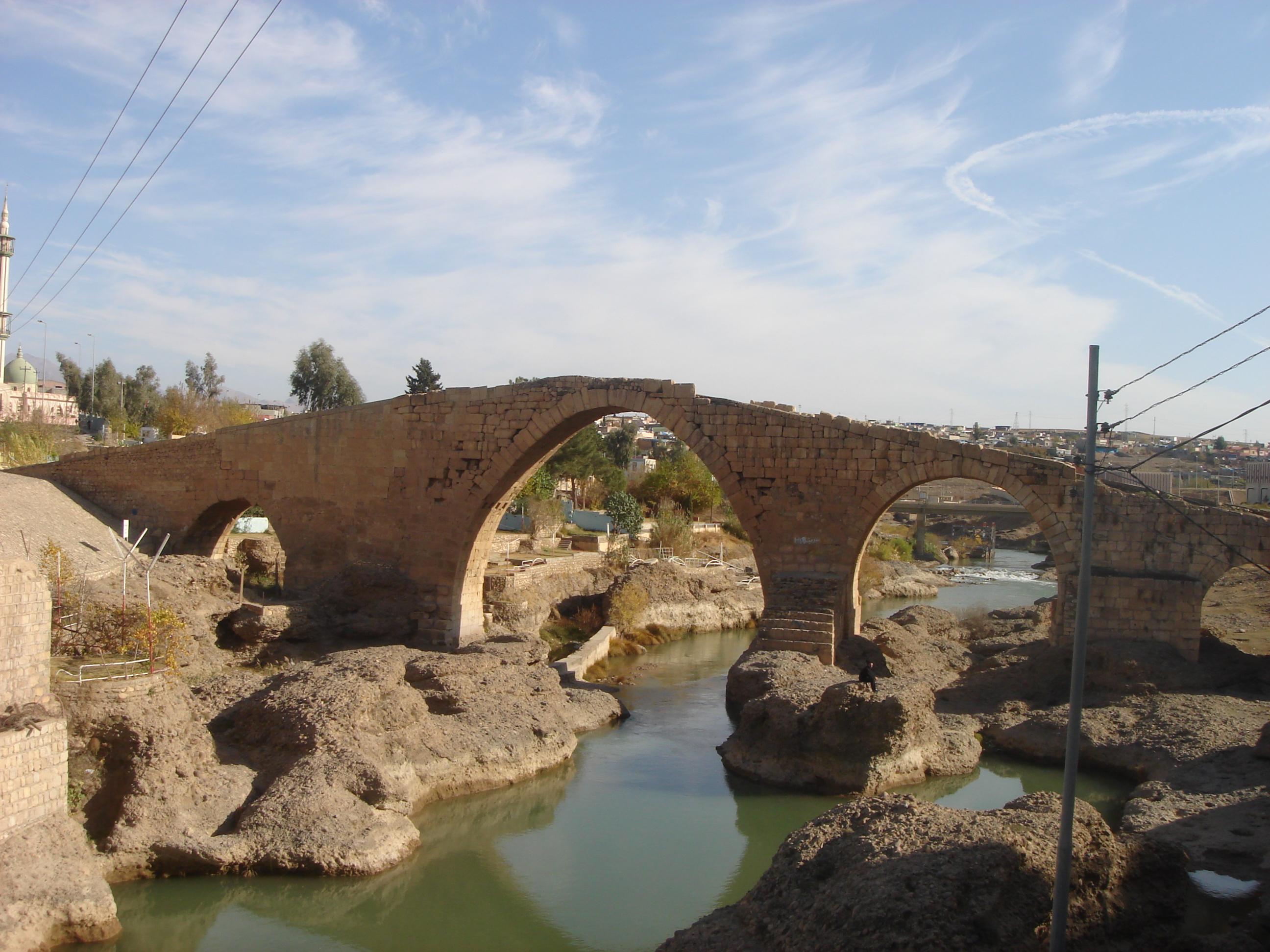
جسر دلال في زاخو
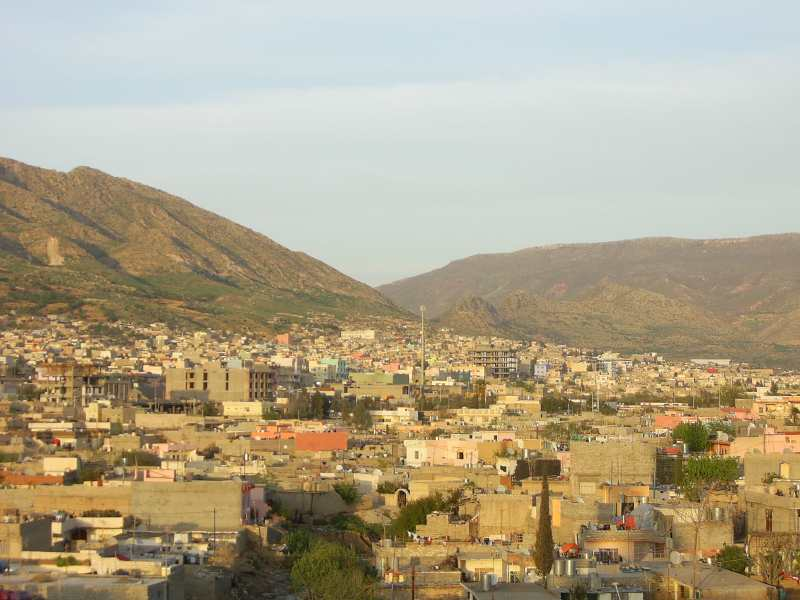
دهوك
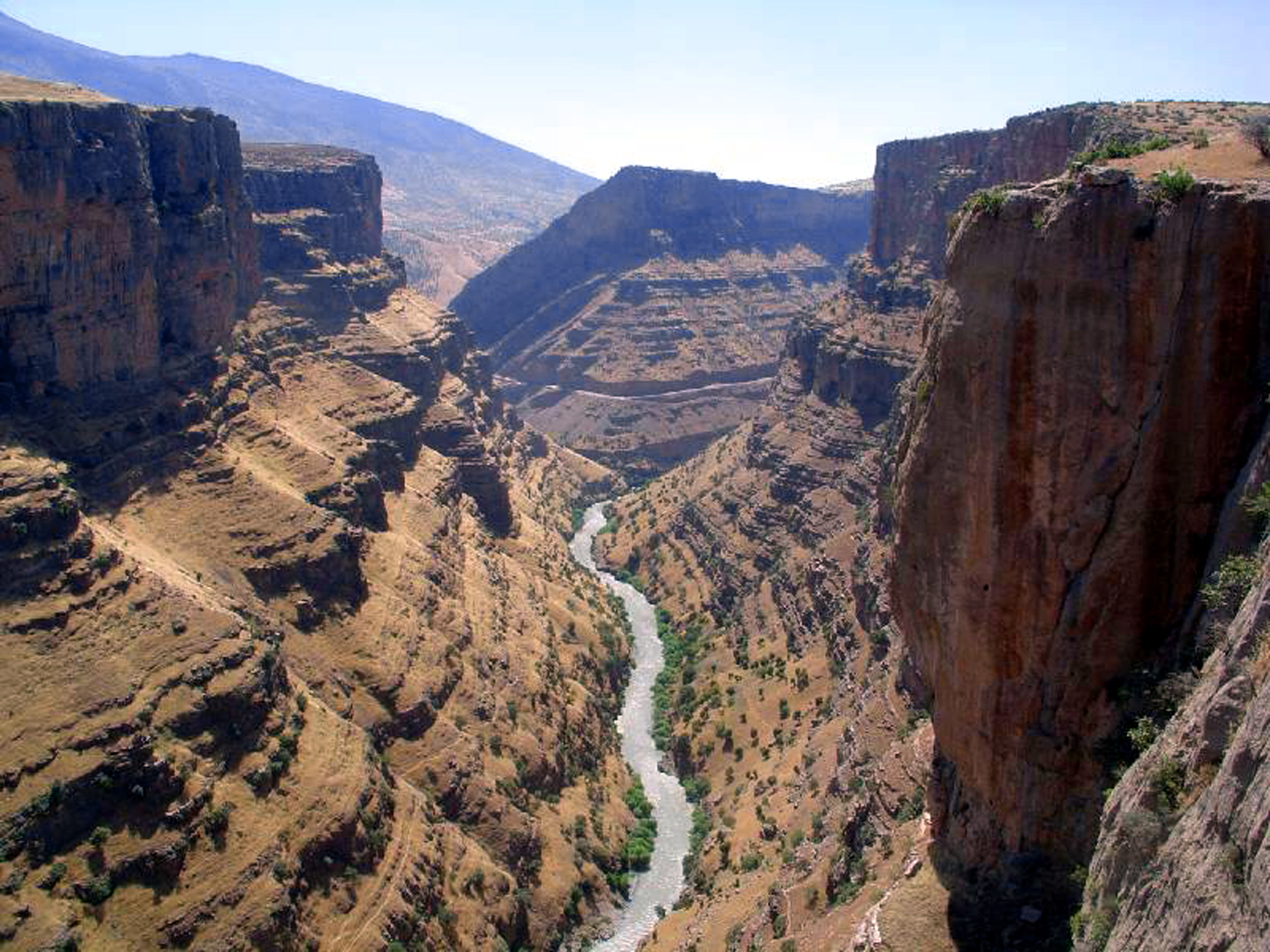
الوادي بالقرب من مدينة روانديز
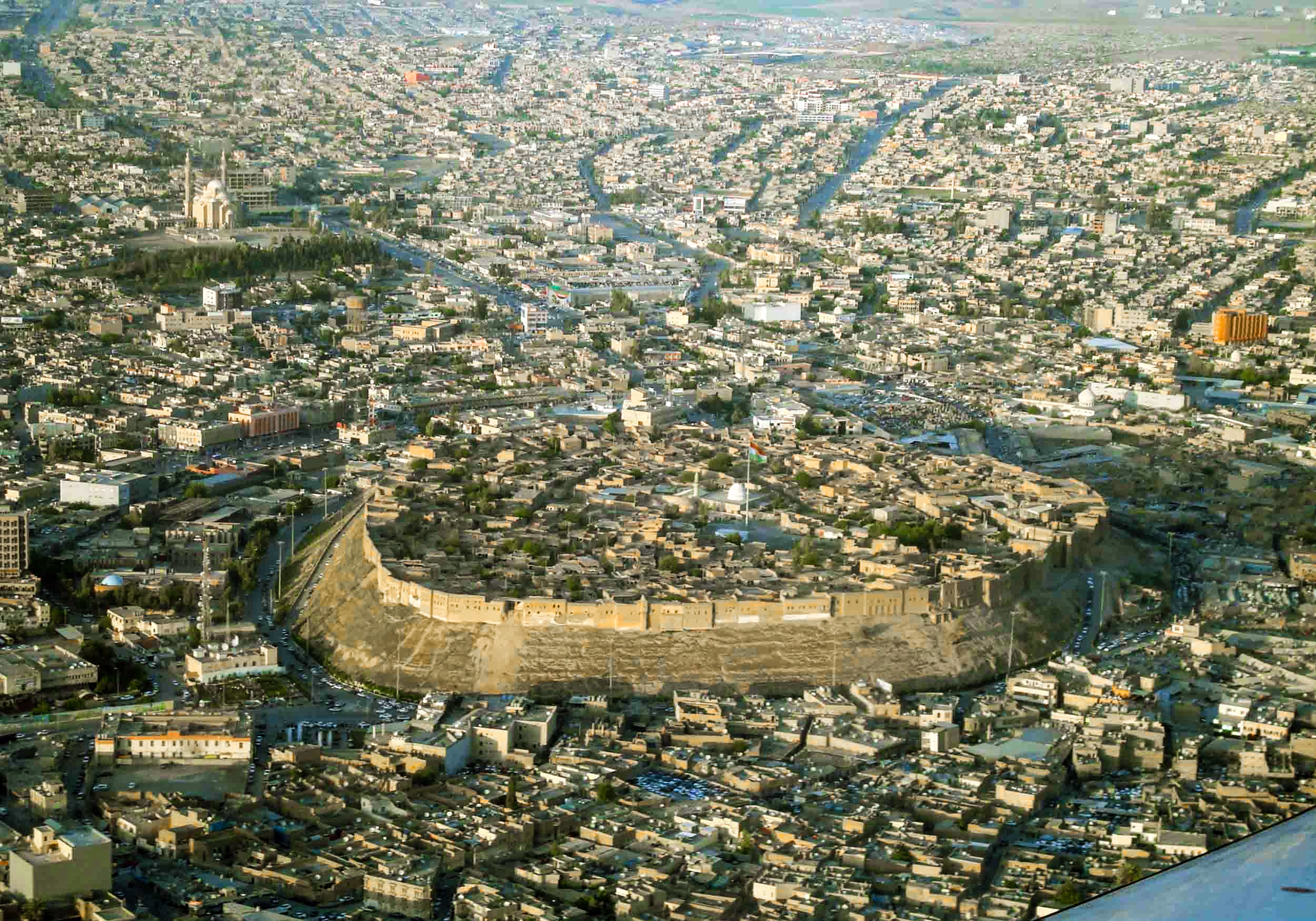
اربيل
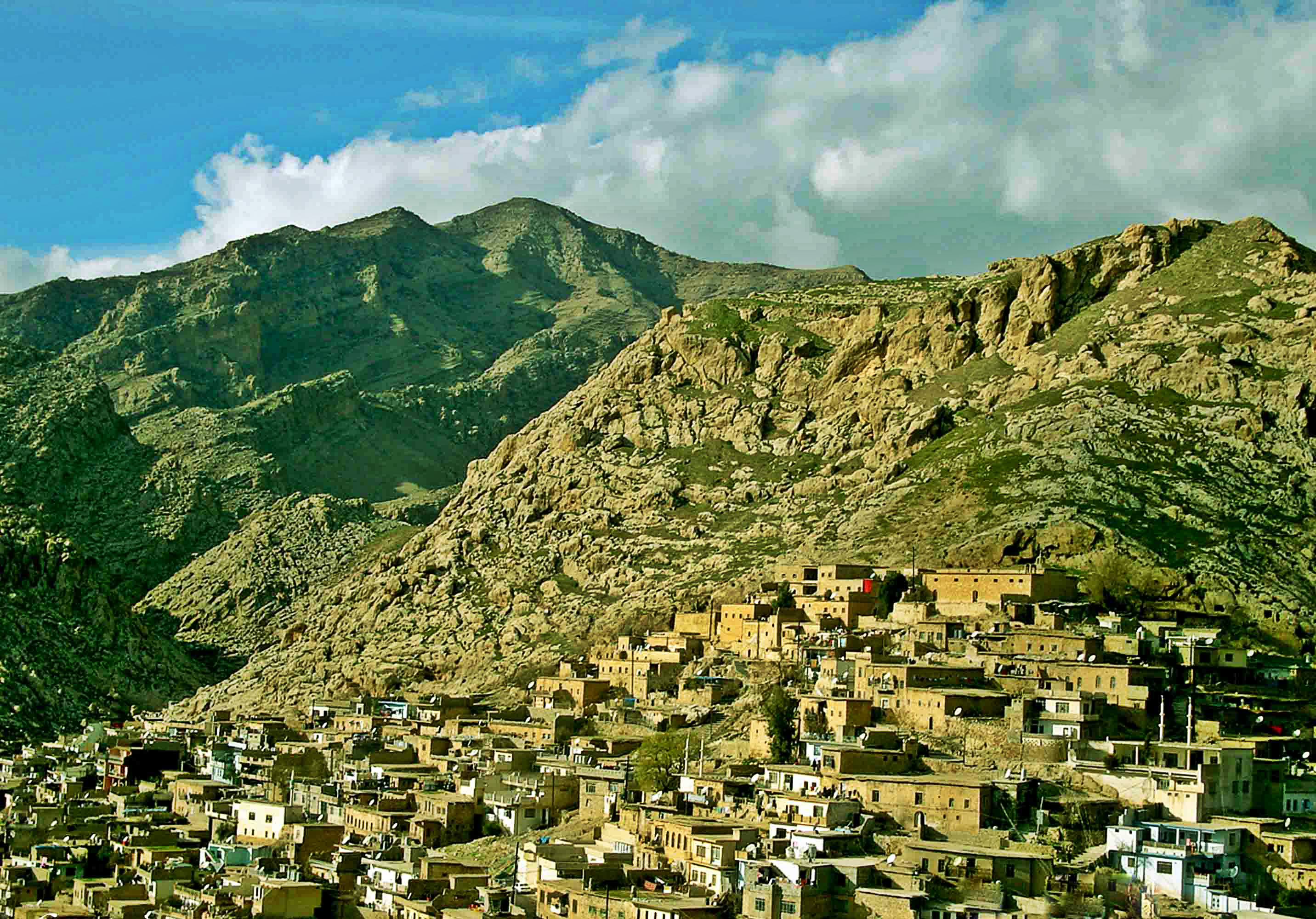
عقرة
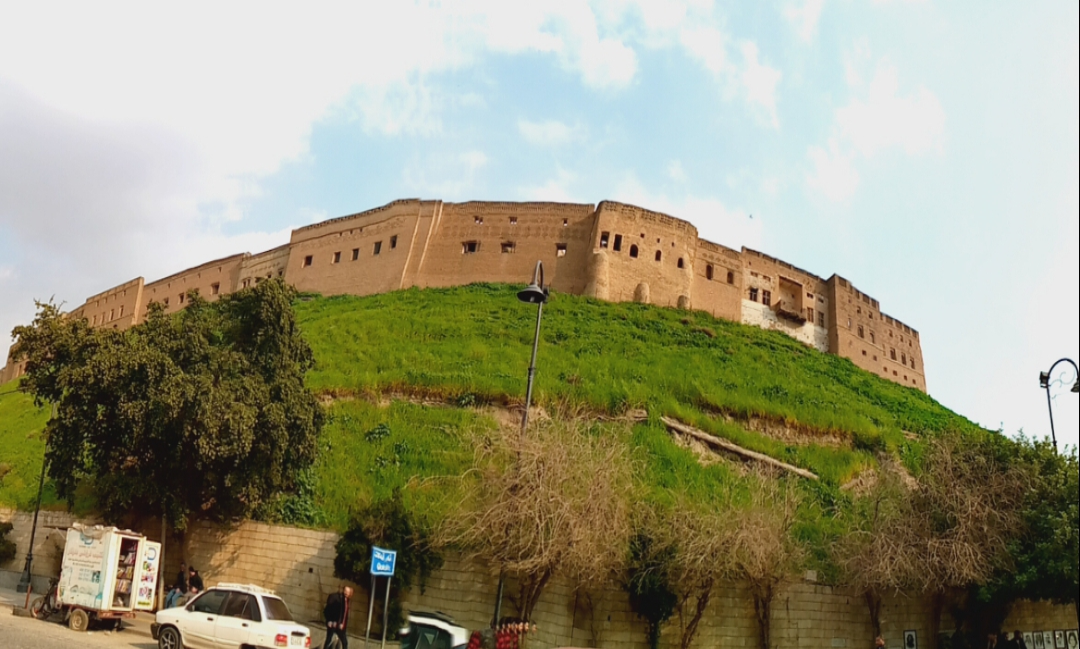
قلعة أربيل